# Заборувек (Груєцький повіт)
Заборувек (пол. Zaborówek) — село в Польщі, у гміні Бельськ-Дужий Груєцького повіту Мазовецького воєводства.
Населення — 131 особа (2011).
У 1975-1998 роках село належало до Радомського воєводства.

## Демографія
Демографічна структура станом на 31 березня 2011 року:
|          | Загалом | Допрацездатний вік | Працездатний вік | Постпрацездатний вік |
| -------- | ------- | ------------------ | ---------------- | -------------------- |
| Чоловіки | 66      | 9                  | 47               | 10                   |
| Жінки    | 65      | 14                 | 38               | 13                   |
| Разом    | 131     | 23                 | 85               | 23                   |